# Madame Lebrun
Madame Lebrun est une comédie de situation burlesque québécoise en 47 épisodes de 25 à 45 minutes enregistrée devant public mettant en vedette Benoît Brière dans le rôle-titre, et diffusée entre le 27 mai 2015 et le 24 novembre 2021 à Super Écran. Elle a été rediffusée sur Canal D et sur le réseau Noovo.
Ils s’agit d’une adaptation de la série irlando-britannique Mrs. Brown’s Boys, diffusée à partir de 2011, en Irlande sur RTÉ One et au Royaume-Uni sur BBC One.

## Synopsis
Dans cette adaptation de la série irlando-britannique populaire par la BBC (Écosse), Mrs. Brown's Boys, Benoît Brière est Germaine Lebrun, la chef incontestée de la famille qui a une opinion sur tout. Elle est constamment sur le cas de son unique fille Carole (Sylvie Moreau), désespérément à la recherche de l'âme sœur. Parmi ses fils, on retrouve Bruno (Pierre Hébert), un gars mou souvent déguisé en mascotte, Gaétan (Éric Bernier), l’hypersensible, et Marc (Michel Laperrière), un charpentier analphabète.
Malcommode, Germaine prend aussi un malin plaisir à confronter ses deux belles-filles (Sarah-Jeanne Labrosse et Hélène Major) et à malmener son beau-père (Pierre Collin). Enfin, la pas très futée Margot (Pierrette Robitaille puis Sylvie Potvin), meilleure amie de Germaine, viendra souvent prendre un café à la maison alors que Steve (Marc Beaupré), petit voyou et grand ami de Bruno, mettra la pagaille dans la vie de la famille Lebrun.

## Distribution

### Personnages principaux
- Benoît Brière : Madame Germaine Lebrun
- Pierrette Robitaille / Sylvie Potvin (saison 4, épisodes 1 à 7) : Margot Dufour, meilleure amie de Germaine
- Sylvie Moreau : Carole Lebrun, fille de Germaine
- Pierre Hébert : Bruno Lebrun, fils de Germaine
- Éric Bernier : Gaétan Lebrun, fils de Germaine
- Michel Laperrière : Marc Lebrun, fils ainé de Germaine
- Daniel Thomas : François Lebrun, fils de Germaine
- Marc Beaupré : Steve Lebel, meilleur ami de Bruno
- Sarah-Jeanne Labrosse : Geneviève Dumarais, épouse de Bruno
- Hélène Major : Élisabeth Lebrun, épouse de Marc
- Éric Paulhus : Patrice, conjoint de Gaétan
- Pierre Collin / Jean-Pierre Chartrand (saison 4, épisodes 8 à 14) : Adélard Lebrun, beau-père de Germaine

### Personnages récurrents
- Violette Chauveau : Joyce Dumarais, mère de Geneviève
- Luc Senay : Docteur Lépine
- Kathleen Fortin : Barbara Dufour, fille de Margot
- Nathan Beaudoin : René-Charles Lebrun, fils de Marc et Élisabeth, petit-fils de Germaine (depuis la saison 2)
- Mani Soleymanlou : Père Fabien (depuis la Saison 2)
- Normand Lévesque : Curé St-Pierre (Saisons 1 à 3)
- Stéphane Archambault : Benoît Duchesneau (Saisons 1 et 3)
- Christian Bégin : Thomas Clowne (Saisons 1 et 2)

### Invités
- Janine Sutto : Veuve Turcotte (Saison 1 - Épisode 4)
- Pier-Luc Funk : Martin Sainte-Marie (Saison 1 - Épisode 6)
- Marc St-Martin : Martin Lacroix (Saison 1 - Épisode 6)
- Roger La Rue : Enquêteur d'assurances (Saison 1 - Épisode 8)
- Samuel Côté : Informaticien (Saison 1 - Épisode 10)
- Sébastien Dodge : Martin Merlin (L'hypnotiseur) (Saison 2 - Épisode 4)
- Richard Fréchette : M. Coq-l'Œil (Saison 2 - Épisode 5)
- Jean-Pierre Chartrand : Herménégilde Soucy (Saison 4 - Épisode 7)

## Fiche technique
- Producteurs : Richard Gariépy, Daniel Michaud et Denis Savard
- Productrice déléguée : Nathalie Larose (saisons 1 à 3), Sophie Polgari (saison 4 et 5)
- Réalisateur : Luc Sirois
- Réalisateur de la mise en scène: René Richard Cyr Charles Dauphinais
- Adaptation québécoise: Maryse Warda, René Richard Cyr, Daniel Michaud (saisons 1 à 5)
- Auteurs : Pascal Blanchet, René Richard Cyr, Daniel Gagnon (saison 4) Dominic Quarré et Justine Philie (saison 5)
- Directeur artistique: Pascal Desroches

## Épisodes
La première saison de dix épisodes, la deuxième de sept épisodes et la troisième de huit épisodes, n'ont pas de titre et sont numérotés.

### Première saison (2015)

#### Épisode 1
Germaine Lebrun, ou Madame Lebrun, est une mère de famille de six enfants et veuve vouant sa vie au ménage et à se préoccuper des problèmes des autres. Elle décide de régler le problème de son fils Bruno : régler la rupture avec sa copine Geneviève malgré le désaccord de sa fille Carole. Aussi, Adélard, ou Grand-papa commence à avoir des problèmes de santé et est envoyé à l'hôpital. Carole et Germaine arrange la rupture de Bruno et Geneviève qui finit par une demande en mariage.

#### Épisode 2
Le mariage de Geneviève s'approche et Germaine est invitée à rencontrer Joyce, la mère et riche et vantarde de Geneviève ; cette rencontre inquiète Bruno par rapport à son emploi et sa réputation : mascotte d'une compagnie après être sorti de prison. Pendant ce temps, Carole tient un secret à propos d'une relation avec un certain Benoît et Germaine apprend que son fils, le cadet de la famille, Marc, ne sait ni écrire ni lire. La rencontre avec Joyce tourne mal et cette dernière souhaite faire le mariage en Italie, ce qui est hors de prix pour les Lebrun. Carole réconforte sa mère, pensant en être une mauvaise.

#### Épisode 3
Les préparations du mariage deviennent difficiles lorsque Bruno décide d'avoir son meilleur ami Steve comme garçon d'honneur, ce qui irrite Geneviève alors que Steve est un ancien criminel ; ce dernier planifie une fausse loterie et garde l'argent. Margot, la meilleure amie de Germaine, a des difficultés financières pour soigner son mari Jacques à la suite d'un infarctus. Après une activité qui tourne mal, Germaine découvre la fausse loterie, à laquelle tout le monde participe, puis force Bruno à changer les résultats ; Margot gagne l'argent.

#### Épisode 4
Bruno fête son enterrement de vie de garçon. Germaine quant à elle, se fait diminuer par son âge et n'est pas invitée à l'enterrement de vie de jeune fille de Geneviève, toutefois, elle essaiera de découvrir la fête ; après son enquête, elle fait un numéro seulement pour découvrir qu'elle a ruiné des funérailles. Le lendemain, Germaine se rappelle qu'elle a invité Joyce au repas. Jalouse, elle engage un chef nommé Patrice, le conjoint secret de Gaétan, un des fils de Germaine et fait installer une toilette au rez-de-chaussée. Le souper tourne extrêmement mal et Joyce quitte en dégoût.

#### Épisode 5
Germaine doute de son orientation sexuelle après avoir appris qu'un membre de la famille est homosexuel. Stressé par son mariage, Bruno s'enferme dans la garde-robe et Steve éprouve de la difficulté à écrire son texte. Après une discussion sur l'homosexualité de Gaétan, Steve lit à voix haute son texte émouvant et Bruno décide de se préparer et se marie à Geneviève.

#### Épisode 6
Germaine provoque accidentellement un accident blessant Jacques après avoir aidé le Curé Saint-Pierre à embarquer dans sa voiture sous l'effet de l'alcool après avoir commencé une crise existentielle, ce qui donne une idée à la famille : préparer de fausses funérailles d'Adélard pour voir à quel point la famille l'aime. Ils décident que le Curé Saint-Pierre soit le prêtre pour le remettre en selle. Les funérailles se passent bien, malgré le fait que personne n'ait rien à dire et le Curé Saint-Pierre reprend confiance en lui.

#### Épisode 7
Pour Noël, Germaine planifie de bonnes célébrations pour le retour de son fils missionnaire François mais apprend en désespoir que Bruno n'y sera pas et la famille tait le secret que François ne sera pas présent pour Noël. Patrice lui annonce la nouvelle par accident mais Germaine décide de fêter, invitant Joyce au passage et permet à Bruno d'être présent aussi. Pendant un chant en famille, François arrive par surprise.

#### Épisode 8
Six mois après Noël, Geneviève maintenant enceinte, Germaine décide de fausser la mort d'Adélard pour pouvoir utiliser de l'héritage pour trouver un lieu à Bruno et sa prochaine famille. Toutefois, la compagnie accuse Germaine de fraude et décide de la poursuivre en justice et tente d'assassiner Adélard mais en vain. Toutefois, les accusations sont annulées par Geneviève pour la remercier de ses efforts.

### Quatrième saison (2019)
Cette saison de quatorze épisodes est diffusée en deux parties ; les sept premiers à partir du 3 avril 2019.
1. Le Camp Lebrun
2. Le Spa
3. Concours Western
4. Mardite vie !
5. Allons-y, Alonzo !
6. Mère porteuse
7. Soirée à l'ancienne
8. Les lutteuses
9. La commission Lebrun
10. Maison à vendre
11. Le 150e de la paroisse
12. Magie éducative
13. Miss Coquette
14. Sœur Carole

En plus des 14 épisodes télé, des contenus exclusifs ont été produits pour accompagner la quatrième saison :
- Le balado documentaire "Bienvenue chez Madame Lebrun"
- Une série de capsules vidéo exclusives "La grande visite" disponible sur le site web du diffuseur
- Une série de portraits réalisés par la photographe Julie Perreault, disponible sur le site web du diffuseur

### Cinquième saison (2021)
1. Alter ego
2. Germaine garde-malade
3. Jojo Gaétan
4. La Fortune de Germaine
5. Pour emporter
6. Voyage voyage
7. Le Camping
8. La Fête foraine

## Balado "Bienvenue chez Madame Lebrun"
Benoît Brière et Madame Lebrun joignent leurs voix pour faire vivre au public une semaine de tournage dans un balado documentaire de 36 minutes, disponible sur les principales plateformes de diffusion.